# Вајеркард скандал
Вајеркард скандал  (енг. Wirecard scandal) представља низ финансијских малверзација које су довеле до нестанка 1,9 милијарди евра и оставиле дуг према повериоцима од преко 3,5 милијарди евра. Вајеркард АГ са седиштем у Минхену, Немачка, је фирма основана 1999. године која се у почетку бавила обрадом трансакција са коцкарских и порнографских веб страница пре него што је постала високотехнолошки гигант чија је вредност у зениту била 24 милијарди евра и која је била члан немачке берзанске групе ДАКС (нем. Deutscher Aktien indeX). Овај скандал се сматра највећом финансијском преваром у послератној Немачкој.

## Настанак Вајеркард-а
Вајеркард компанију је основано Детлев Хопенрат (нем. Detlev Hoppenrath) 1999. године у Минхену, за потребе пружања софтвера који би деловао као посредник између компанија за кредитне картице, онлајн трговце и интернет купце са почетним вишемилионским стартап капиталом.  Компанија је крајем 90-их преживела ДотЦом балон (енг. Dot-Com bubble) и убзо је започела ширење на глобално тржиште, пре свега у Азију и на Блиски исток. Млади Аустријанац по имену Јан Марсалек (цз. Jan Maršálek), који је радио у компанији Вајеркард од њених почетака, бива примећен од стране менаџмента и 2000. године га постављају за директора информационих технологија. Две године касније још један аустријски држављанин из КПМГ (енг. „Klynveld Peat Marwick Goerdeler”) тима је привукао пажњу Вајеркардовог менаџмента и био позван да пређе у Вајеркард, а то је Маркус Браун (нем. Markus Braun) будући генерални и технолошки директор. Због све већег обима посла у мају 2001. године фирма се сели у шири круг Минхена по имену Ашхајм (нем. Aschheim), касније те године Детлев напушта фирму услед све већег неслагања са менаџментом компаније.

### Излазак на берзу
Компанија Вајеркард је преузимањем ИнфоЏин (енг. InfoGenie), посрнулог кол центра који је био на франкфуршкој берзи са ТекДакс (нем. TecDax) индеком, успешно избегла разне протоколе провере и ревизије које компаније пролазе пре приступања берзи. У јануару 2005. Вајеркард је трансформисан у берзанску корпорацију којом се јавно тргује тако што су купили ИнфоЏин, са средиштем у Берлину, мењају назив у Вајеркард АГ и приступају ТекДакс индексу. Ово су постигли процесом у коме приватне компаније добијају дозволу уласка на јавно тржиште без проласка кроз иницијалну јавну понуду, познатији као обрнути ИПО (енг. Reverse IPO).

### Стицање банкарске лиценце
У циљу ширења својих услуга Вајеркард, 2006. године, купује ЕКСКОМ (енг. XCOM) и улази у банкарски систем. ЕКСКОМ је преименован у Вајеркард банку и преузима лиценцу која је претходно одобрена од стране Визе (енг. Visa) и Мастеркард-а (енг. Mastercard), што значи да може да издаје кредитне картице и да рукује новцем у име корисника. Овај необичан хибрид банкарских и небанкарских послова је помогао Вајеркарду да привуче нове инвеститоре и већи капитал. Испоставило се да је Вајеркардова пракса, у циљу избегавања скупих протокола и провера, била куповина посрнулих или фирми које су биле пред стечајем. Касније ће детаљне истраге показати да је овим начином пословања компанија прикривала рачуноводствене манипулације, које је правдала улагањима у добре односе са клијентима.

## Период 2007.-2015.

###### Анонимна пријава
Само две године након што се Вајеркард претворио у берзанску корпорацију 2007. основан је Вајеркард Азија Пацифик (енг. Wirecard Asia Pacific) у Сингапуру, а у мају 2008. године анонимни веб корисник под именом „memyselfandi007” је поставио објаву, на Волстрит Онлајн интернет форуму, о финансијским недоследностима у вези Вајеркардовог преузимања компаније Трастпеј АГ (енг. Trustpay AG), чије је седиште такође било у предграђу Минхена.
„Плаћена је само половина кукопродајне цене [48 милиона евра] (финансирано докапитализацијом!!!), остатак ће уследити 2008. Ко год да је продавац овог портфолија изгледа да зарађује добар новац, он добија најмање три  пута више од књиговодствене вредности… Можете прогуглати Трастпеј АГ на било који начин, осим Вајеркардових вести, нећете пронаћи никакве информације. Ништа уопште. И за тих 40 милиона?....”. Објавио је анонимни блогер „memyselfandi007” на Волстрит Онлајн интернет форуму, 1. маја 2008. године.
На основу ових изјава, које су изазвале велику пажњу јавности, немачко удружење за заштиту инвеститора - СдК (нем. SdK) преузима акцију и оптужује Вајеркард за фалсификовање рачуна, што је компанију навело да ангажује ревизорску компанију Ернст&Јанг (енг. Ernst & Young) да припреми специјалну финансијску ревизију за 2007. годину. У међувремену, важна група инвеститора је објавила биланс стања, што је изазвало пад цена акција Вајеркарда и кривичну пријаву минхенском Јавном Тужилаштву. Тамо, међутим нико није био посебно заинтересован за многе очигледне фалсификате Вајеркардових биланса, али су уместо тога привели двојицу радника СдК и касније их осудили за друга кривична дела. Минхенска полиција такође није оклевала да неко време истражује корисника „memyselfandi007”.

### Глобализација Вајеркарда
Када је Јан Марсалек постављен на место главног извршног директора, представио је план глобалног развоја Вајеркарда. Пре октобра 2010. године Вајеркард се бавио само мањим пословима, а након тога почиње да улаже велике количине новца у инострана тржишта. Од 2011. до 2014. компанија прикупља 500 милиона евра од акционара и почиње, у низу чудно структуираних шема, да купује разне опскурније компаније за финансијске трансакције широм Азије. Почевши од Сингапура, који постаје њено регионално седиште, Вајеркард наставља ширење у Енглеску, Ирску, САД, Блиски исток, Индију, северну Африку, Нови Зеланд, Аустралију и Хонг Конг.

###### Пословање Вајеркарда
- 2006. године троше 18 милиона евра на куповину ЕКСКОМа, годину дана касније дају још 17 милиона евра неименованим купцима правдајући како је потрошен већи део средстава него што су очекивали. Такве сумњиве куповине су се наставиле с времена на време.
- У периоду од 5 година, улагања компанје у куповину фирми на Азијском тржишту су нагло порасла, са  49 милиона евра почетком 2009. године до 340 милиона евра уложених крајем 2014. године. Капитал уложен у те куповине би представљао скоро сву количину новца коју је Вајеркард зарадио у том периоду. Међутим, према њиховим подацима, компанија је профитирала за 139 милиона евра од улагања акционара 2012. године, да би почетком 2014. профитирала за 357 милиона евра.

- Сингапурски папири показују да су неке од купљених компанија биле у јако лошем финансијском стању. На пример, Транс Инфотех ПТЕ (енг. Trans Infotech) је изгубио сав новац 2012. године. Дугови фирме су били много већи од њених прихода, док су ревизори упозоравали да је таква куповина ризична, Вајеркард је тај ризик ипак преузео. Касније је главни генерални директор, Маркус Браун, изјавио да је куповина фирме била профитабилна, при чему су нека поља пословања укинута, док су друга ојачала. Према финансијским извештајима из Вајеркарда, продаја Транс Инфотех ПТЕ је износила 9 милиона евра, док рачуни у Сингапуру описују продају од само 3 милиона евра.[6]

###### Суочавање са критикама
Вајеркард се стално суочавао са озбиљним критикама. Године 2008. виши службеник немачког Удружења инвеститора је навео недоследности у билансу стања. Касније је поднео оставку јер је био је под истрагом у вези са манипулацијом ценама и нелегалним трговањем  Вајеркардових акција, истрага се завршила осуђујућом пресудом за немачког службеника.
Браун, чији је лични удео у компанији Вајеркард вредео око 270 милиона евра, рекао је да свака јавна компанија мора да се суочи са таквим критикама. Годишњи извештај из 2009. је два пута ревидиран од стране Вајеркардове рачуноводствене фирме и од стране Ернст&Јанг која од тада преузима функцију ревизора компаније.
На сугестију да гомилање питања може утицати на проблеме раста компаније и да рачуни дају нејасну слику пословања, Браун је указао на 17 аналитичара који надгледају компанију, као и њене ревизоре и саветнике високог профила, па је додао како је 12 година акционар компаније, да је на челу компаније исто толико, те зашто би толико ризиковао.

###### Кршење америчких закона
Три године након анонимне дојаве, канцеларија Јавног Тужиоца у Минхену морала је поново да предузме акцију 2010. године поводом наводно лажних извештаја од стране америчке финансијске узбуњивачке организације по имену Голдман, Моргенстерн & Партнерс - ГоМоПа (нем. Goldman, Morgenstern & Partners).  Подносилац ове пријаве није био сам Вајеркард већ немачки органи за финансијски надзор. Иницијални окидач за подизање ове оптужнице била је пресуда немачког држављанина Мајкла Шута (нем. Michael Schuett) од стране америчких власти на Флориди. Мајкл је био осуђен за учешће у илегалним новчаним трансакцијама које су износиле преко 70 милиона америчких долара, од којих је већина сакупљена од онлајн покер игара, које је Мајкл слао као редовне чекове хиљадама победника у Северној Америци. ГоМоПа је првобитно навео да се у Мајкловој изјави помиње учешће самог Вајеркарда. Под помало сумњивим околностима његове изјаве су нешто касније промењене, док их на крају у потпуности повлачи. У међувремену, цене Вајеркардових акција су пале за 30%, што је за тужиоце у Минхену било важније од Вајеркардових веза у Енглеској, где су руководиоци фирме били индиректно у контакту са Мајклом преко компаније под називом Бринкен Мерчант Инц (енг. Brinken Merchant Inc.). Две године, минхенски јавни тужиоци нису испитивали Вајеркард УК, већ ГоМоПа.
У Минхену су 2015. године испливале прилично сумњиве ствари. На основу дојаве америчког Министарства правде, у Вајеркардовој сестринској компанији Клик2Пеј (енг. Click2Pay) је започета истрага, од стране полиције, под којом су били четворица Вајеркардових менаџера укључујући Марселака, под сумњом да су организовали нелегално коцкање. Захтев за издавање налога за претрес достављен је Окружном суду у Минхену у августу 2015. године, али је у септембру исте године случај у потпуности одбачен. Вајеркард се тада оградио од појединаца који су били обухваћени овом истрагом и нагласио да нема никакве везе са њима. Међутим, каснији докази сугеришу да је извршни директор Ридигер Траутман (нем. Rüdiger Trautmann), створио компаније које су повезане са појединцима који су били укључени у истрагу.
Листа неких компанија које су тајно повезане са Вајеркардом:
- ПЕРТ АГ (нем. PERT AG) - Швајцарска компанија основана од стране Ридигера Траутмана 20. јула 2007.
- Истарт ГмбХ (нем. Istart GmbH) - Швајцарска компанија основана 5. децембра 2008.
- ФИКС Каренси Сервисиз (енг. FX Currency Services) - Ирска компанија основана у децембру 2009.
- Форекс Трејдинг Платформ Лимитед (енг. Forex Trading Platform Limited) - Ирска компанија основана у децембру 2009.
- Ротерал Лимитед (енг. Roteral Limited)  - Ирска компанија основана 28. јануара 2010.

## Истрага Затаре
Први велики скандал појављује се у фебруару 2016. године када, до тада непозната организација Затара Рисрч Инвестигејшн (енг. Zatarra Research Investigation) објављује извештај од 100 страна у којем анонимни аутори оптужују Вајеркард за разне прекршаје, од корупције и преваре до прикривања извора прихода. Извештај Затаре је утицао да цена акције Вајеркарда, 24. фебруара 2016. године, опадне за више од 20%, са 42 на 33 евра. Након тог догађаја БаФин (нем. Bundesanstalt für Finanzdienstleistungsaufsicht) почиње истрагу о потенцијалној манипулацији тржиштем. Фајненшл Тајмс (енг. Financial Times) цитира допис БаФина, припремљен за немачко Министраство финансија, у ком БаФин напомиње да је „мноштво сумњивих учесника” трговало акцијама Вајеркарда на „изузетно профитабилан” начин. БаФин је у мају 2016. поднео кривичну пријаву канцеларији Јавног тужиоца у Минхену због могуће манипулације тржиштем од стране учесника на тржишту. У децембру 2018., две и по године након подношења кривичне пријаве, Јавни тужилац је окончао сопствену истрагу, што је резултирало да су објављивање извештаја и пад вредности акција Вајеркарда заиста били случај манипулације тржиштем и стога су имали криминалну позадину. Након тога, Јавни тужилац подноси захтев Окружном суду у Минхену за изрицање казне против издавача извештаја Затаре. 

###### Пројекат Ринг
Након изласка Затарине истраге, Вајеркард је 2016. наложио својој јединици за борбу против превара да истражи оптужбе против неких њихових бивших радника са високих позиција у Минхену који су поменути у истрази. Интерна истрага кодног назива Пројекат Ринг (енг. Project Ring), убрзо је указала на неправилности које су упућивале на потенцијалне манипулације билансним стањем. Међутим, управни одбор Вајеркарда је одустао од темељне истраге и средином 2017. године су рекли ЕЈ (енг. Ernst & Young) да желе да одустану од истраге. У мејлу, Јан Марселак је обавестио чланове одбора да је „ЕЈ био помало изненађен нашом одлуком, али ју је прихватио како се и очекивало”. ЕЈ је накнадно рекла да је рад јединице за борбу против превара био независан од ревизије, али документи у које је Финеншл Тајмс имао увид показују да је у марту 2017. ЕЈ упозорио Вајеркард да је близу одбијања да да неквалификовану ревизију за 2016. фискалну годину, наглашавајући да је потребно завршити сав форензички рад на Пројекту Ринг.
Ипак годину дана касније, ЕЈ у свом ревизорском извештају из 2017. није се позабавила јасним алармима на које је њихов тим за борбу против превара наишао, нити сумњивом одлуком одбора да одустане од истраге. ЕЈ је изјавила да је Пројекат Ринг завршен без достављања „било каквог доказа који указује на рачуноводствене грешке или друга кршења закона”. 
Кристијан Мут (нем. Christian Muth), форензички експерт који је водио Пројекат Ринг и који је 2017. напустио ЕЈ да би се придружио ривалском ПвЦ (енг. PricewaterhouseCoopers), рекао је посланицима да је његова „професионална част” повређена, након што су његове колеге из ревизије поништиле његове налазе, додајући да сматра да је ова одлука „неразумљива”.

###### Последице истраге
Након неконзистентности Вајеркарда, ЕЈ је започела опсежну истрагу интегритета свог рада. Истрагу је спровела адвокатска фирма Ален&Овери (енг. Allen & Overy) у сарадњи са ЕЈ ревизорима који раније нису били укључени у претходне истраге. Прегледали су више од 40 000 интерних докумената и рекли су одговорном особљу ЕЈ-а: „Јасно смо се запитали да ли је ово био системски проблем? Не верујемо да јесте”. 
ЕЈ каже да ће потрошити 500 милиона долара на нову технологију ревизије у наредне три године, а да ће 20 000 запослених у ревизорском послу проћи додатну обуку против превара.

## Врхунац Вајеркарда
Ревизија ЕЈа из 2017. године и значајно побољшање транспарентности у начину генерисања готовине подстакли су обнављање ентузијазма инвеститора за акције Вајеркарда које су се од тада више него удвостручиле. Тада компанија најављује договор о преузимању обраде плаћања у 11 азијских земаља, где се очекивало да Вајеркард постане лидер у Европи.
Истакнути инвеститори су игнорисали сва ранија упозорења и наставили су да улажу у компанију. То доводи да акције Вајеркарда у августу 2018. године достигну свој максимум од 191 евра, што вредност компаније доводи до суме веће од 24 милијарде евра. Фирма у том моменту има преко 5 000 запослених, који обрађују плаћања за око 250 000 корисника, издају кредитне и припејд картице и обезбеђују технологију за онлајн плаћања путем паметних телефона. Међу клијентима се налазе и највећи немачки трговачки ланци као што су Алди (нем. Aldi) и Лидл (нем. Lidl), као и близу 100 авиокомпанија.
Септембра 2018. године Вајеркард замењује Комерц банку (нем. Commerzbank) у престижном берзанском индексу ДАКС30 (нем. DAX30), што га аутоматски чини инвестицијом за пензионе фондове широм света. Као највећа финансијска компанија у Европи, сматрала се ретком немачком технолошком компанијом која може да стане раме уз раме са фирмама из Силицијумска долина.

## Откривање преваре и стечај

###### Почетак 2019
У серији извештаја о Вајеркарду, састављених уз помоћ бившег шефа правне службе Вајеркард Азија-Пацифик и узбуњивача Пава Гила, новинар Финеншл Тајмса, Ден Мекрам (енг. Dan McCrum) је сакупио све Вајеркардове манипулације од почетка јануара 2019. па надаље. Прикупио је толико доказа да не само да је лично прогањан, већ је полиција у Сингапуру 8. фебруара 2019. упала у тамошње филијале Вајеркарда и запленила њихову имовину. Као и обично, Вајеркардов менаџерски тим у Ашхајму је одговорио кривичном пријавом против Финеншл Тајмса. Након притиска немачког БаФина канцеларија Јавног тужиоца у Минхену је заправо отворила истрагу против новинара Ден Мекрама, због сумње да манипулише тржиштем. Фебруара исте године, БаФин је забранио шортселинг, што је био корак без преседана.

###### Март 2019
Покушавајући да посети неке од Вајеркардових сестринских компанија на Филипинима, Финеншл Тајмс уместо тога открива пензионисаног човека и његову породицу, који су били збуњени сазнањем да је њихова породична кућа наводно место међународног платног промета.
Вајеркард је одлучио да тужи власти Сингапура, оспоравајући кривичну истрагу. Тамошњи тужиоци као осумњичене наводе пет запослених у Вајеркарду и осам азијских придружница компаније.

###### Април 2019
У фебруару 2019., немачки финансијски регулатор БаФин је обавестио Министраство финансија да је наложио рачуноводствену истрагу Вајеркарда, а у априлу је БаФин казнио компанију са 1,5 милиона евра због пропуста да благовремено поднесе финансијске рачуне.

###### Октобар 2019
Након што је Финеншл Тајмс известио да неки од највећих корисника Вајеркардових услуга заправо не постоје, Браун је негирао ове наводе и изјавио „Ми наравно знамо шта је у књигама и у потпуности смо анализирали ове наводе. Ушли смо у детаље трговачких односа са сестринским фирмама на које је чланак указивао… Ми можемо у потпуности потврдити да су ове оптужбе неосноване”. Под притиском јавности, Вајеркард именује КПМГ да спроведе специјалну ревизију.

###### Април 2020
Након што је објављен негативан извештај КПМГа о Вајеркарду, ЕЈ је ангажовала спољне адвокате, Андреаса Будла и Мартина Дамена да их посаветују о томе да ли могу да поднесу оставку усред саме ревизије. Само неколико сати након што је КПМГов извештај објављен 28. априла, ивршни директор Маркус Браун је рекао инвеститорима „ЕЈ нас је обавестио овог јутра да уопште немају проблема да потпишу ревизију из 2019. године”. Браунови коментари су били фиктивни. У кратком допису Томасу Ајелману и Брауну ЕЈ је био близу тога да главног извршног директора назове лажовом, истичући да ни у једом тренутку ЕЈ није дао такво уверење. Ревизор је позвао Вајеркард да изда „исправну изјаву” - што је компанија игнорисала да уради.
Заправо, након што је извештај КПМГа објављен, ЕЈ је захтевала од Вајеркарда да пренесе 110 милиона евра са сваког од четири одвојена азијска депозитна рачуна у Немачку, као доказ постојања готовине на тим рачунима и дала је рок од неколико дана. Неки у ЕЈ су приметили да је 110 број полиције за хитне случајеве и да је то био прикривен позив за помоћ од стране ревизора.
„Јан Марсалек се веома извинио када новац није одмах стигао”, изјавила је једна особа упозната са детаљима у ЕЈ.
Када новац није стигао на немачке рачуне, огорчени људи из ЕЈ су се обратили менаџменту азијских банака. У одвојеним изјава две банке су рекле ЕЈ да су Вајеркардове потврде, које су дате као доказ о постојању 1,9 милијарди евра корпоративне готовине, лажне.

###### Јун 2020
Дана 5. јуна полиција претражује канцеларије Вајеркарда након што су тужиоци у Минхену покренули кривичну истрагу против извршног директора Маркуса Брауна и три друга члана извршног одбора компаније. Истрага је уследила након кривичне пријаве коју је неколико дана раније поднео Бафин, немачки финансијски надзорник. Жалба се односи на потенцијално обмањујуће изјаве које је Вајеркард дао инвеститорима пре објављивања извештаја КПМГа из априла 2020.
Дана 22. јуна у 2:48 ујутру, Вајеркард је јавно открио да је у немогућности да пронађе 1,9 милијарди евра, што је резултирало падом цена и за мање од 48 сати достигле су цену од 0 евра.
Дана 23. јуна Браун је ухапшен, док је Марсалек приватним авионом побегао у Минск, Белорусију након чега је нестао. Убрзо, 25. јуна је Вајеркард поднео захтев за стечај.

## Веза политичара са скандалом

### Карл Теодор зу Гутенберг
Немачки академици, политичари и корпоративни лидери често тврде да су “похађали” познате светске универзитете, а заправо су тамо држали нешто више од библиотечке карте. Ниједна политичка фигура не оличава ову необичну тенденцију боље од Карл Теодора цу Гутенберга (нем. Karl-Theodor zu Guttenberg), који не само да је усавршио немачку превару, већ такође игра кључну улогу у саги о Вајеркарду. Теодор је са само 37 година постао министар економије и технологије 2009. године, као члан Хришћанско-социјалистичке уније (баварска сестринска партија Меркелине владајуће Хришћанско-демократске уније). Зу Гутенберг је касније те године постао министар одбране. Он је студирао право и докторирао је на Универзитету у Бајројту (нем. Bayreuth) 2007.. Било је нечег сумњивог у вези његовог вртоглавог успона: чланови разних одбора у којима је седео нису могли да се сете да је заиста радио са њима, наводне послове које је обављао за многе компаније су се касније испоставили као кратка стажирања, а компаније, за које је тврдио да их је водио, су биле део породичног фонда. У фебруару 2011., професор права га је оптужио да његова докторска дисертација садржи одломке који су дословно у целости преузети са неколико новинских чланака и академских публикација. Показало се да је плагирао новине као и академске радове.
После дебакла своје политичке каријере зу Гутенберг се преселио у САД где је радио као консултант за интернет стратегију, за Европску комисију. Основао је “инвестициону и саветодавну” фирму под називом Шпицберг Партнерс (енг. Spitzberg Partners). Међутим, касније се уплео у још један скандал: један од његових клијената је био и сам Вајеркард. Оно што је био најбизарнији аспект скандала је то што је зу Гутенберг убедио Ангелу Меркел да лобира за Вајеркард током њене државне посете Пекингу. Такође, у априлу 2020. године, у писаном интервју-у који је дао за немачку новинску кућу ФАЗ (нем. Frankfurter Allgemeine Zeitung), зу Гутенберг се лично залагао за забрану шортсејла. Његово име се такође наводи и у Вајеркардовој кампањи за промовисање забране шортселинга од стране немачке ПР агенције Еделман(нем. Eddelmann).
Политичари у Немачкој су блиско повезани са индустријама за које су задужени да нагледају. Па стога не чуди што регулаторна тела често функционишу као навијачице за фирме које регулишу. Због оваквог система нико нема интереса да указује на корупцију све док она не поприми велике размере.

### Олаф Шолц
Неколико сати након што је објављено да Вајеркарду недостаје 1,9 милијарди евра на рачуну, саобраћај е-поште показује да Шолцов заменик Јерг Кукиз (нем. Јoerg Kukies), који је вагао да ли немачка авио-компанија Луфтханза треба бити спашена од пандемије са средствима КфВа (нем. KfW), замолио колеге да такође хитно испитају да ли Вајеркард може да добије средства.„Иницијална процена треба да буде укључена у М-ов документ, који би требало да буде код М до вечерас.”, написао је Кукизов помоћник. Иначе М је био иницијал коришћен унутар министарства финансија који се односио на Олафа Шолца. У процени документа, који је достављен М-у и означен као “веома хитан” и “поверљив”, Кукис и његово особље, који нису појединачно именовани, указали су Шолцу на важност Вајеркарда у обради плаћања. Иако су признавали његове проблеме, сугерисали су да је пословање Вајеркарда, које укључује и Вајеркард банку, добро и да је мало вероватно да ће одмах пропасти. „Штампа извештава да пословање Вајеркарда добро функционише упркос кризи због корона вируса и упркос погрешним корацима”, наводи се у документу. У документу није довољно речено о тим погрешним корацима.
Наредних дана Влада је одустала од идеје о спашавању, делом због питања да ли је пословање Вајеркарда дугорочно одрживо, како показују документи. Било је “врло мало вероватно” да би спољни консултанти министарства “потврдили да постоји економски одржив пословни модел”, наводи се М-у у истом документу.
Данјал Бајаз (нем. Danyal Bayaz) и Матијас Хауер (нем. Matthias Hauer), два немачка посланика који учестују у истрази о скандалу, рекли су да ће њихова истрага испитати истраживање министраства финансија о спасењу Вајеркарда, као и владино лобирање да се помогне ширењу компаније у Кини. Ови поступци, како су рекли, илуструју погрешну спремност владе да подржи Вајеркард и његово одбијање да озбиљно схвати оптужбе које су изнели критичари, укључујући и шортселерсе који су у фебруару 2016. објавили извештај о истраживању у којем се наводи превара и прање новца у компанији.
Што се тиче лобирања, Волфганг Шмит (нем. Wolfgang Schmidt), близак човек од поверења и заменик Шолца, рекао је у сведочењу парламентарцима који истражују колапс Вајеркарда: „Сасвим је нормално да Влада редовно заступа економске интересе немачких компанија у другим земљама.”

### Ангела Меркел
Истрага је достигла врхунац када су посланици у Скупштини морали да испитају најмоћнијег немачког политичара, канцеларку Ангелу Меркел (нем. Аngela Markel). Посланици су желели да знају зашто је Меркелова лобирала за Вајеркард у Кини, када су месецима пре тога били доступни извешаји о превари у тој фирми.
У разговорима са кинеским пословним представницима, у септембру 2019. године у Кини, немачка канцеларка је лобирала за Вајеркард, који је након тога дао понуду за куповину кинеске фирме за онлајн плаћања по имену Олскор (енг. AllScore).
Много пре канцеларкиног путавања у Кину, цу Гутенберг је у септембру 2018. контактирао новог немачког амбасадора у Пекингу преко своје фирме Шпицберг Партнерс, како би промовисао Вајеркард и његову експанзију у Кини. Меркелин бивши министар одбране цу Гутенберг се нашао под посебном пажњом, јер је канцеларка потврдила да је имала 45-минутни разговор са њим пре свог путовања 3. септембра 2019. године у Кину. Такође, у истој изјави канцеларка наводи да се не сећа да ли је Вајеркард био спомињан у разговору.

## Студија ЕКОН-А
Током септембра и октобра 2020. године урађена је студија, која се бавила детаљном анализом случаја Вајеркард, по налогу Европског парламентарног комитета за економска и монетарна питања (ЕКОН).

#### Резиме студије
Аутори студије увиђају да су свих пет нивоа одбране од корпоративних превара и обмана заказале у свом послу: системи унутрашње контроле компаније, његов надзорни орган, његова екстерна ревизија, надзорни органи за финансијско извештавање и ревизију као и сам БаФин.
Студија је показала да је основни узрок лоша архитектура тржишног и институционалног надзора, имплицирајући на свих пет нивоа одбране. Предлажу се измене на националном и европском нивоу у циљу очувања интегритета тржишта. Додатни кораци који се морају испунити су – већа пажња на узбуњиваче и шортселерсе као важне изворе информација, затим повећати надлежности спољних ревизора, побољшати унутрашње механизме контроле и ревизије, законски уредити да фирме које приступају берзи имају строжи систем унутрашње контроле, препоручује се да њихови шефови одговарају надзорним одборима, а не као што је тренутно случај – менаџерском одбору. Омогућити БаФин-у знатно јача надзорна и извршна овлашћења како би заштитили тржиште и инвеститоре. Ова студија имплицира и на већу институционалну независност као и обезбеђивање више средстава за испуњење својих задатака. Аутори студије предлажу успостављање Европског тела за надзор јединственог тржишног капитала (ЕСЦМС). С обзиром да су национални супервизори боље упознати са ситуацијом на локалу, аутори препоручују њихово интегрисање у ЕСЦМС.

#### Слабости тржишног и институционалног надзора
Студија истиче да је кључна важност правовремени и слободан проток информација да би цене хартија од вредности одражавале реалну вредност компаније у сваком тренутку.
Такође треба организовати институционалну архитектуру која ће подржати доступност и једнак приступ информацијама заинтересованих страна, на тај начин се обезбеђује фер третман инвеститорима заступљеним на тржишту.
Аутори истичу два елементарна канала протока информација: узбуњивачи и шортселер-си. Први канал су узбуњивачи који ће директно указати широј јавности на погрешне радње менаџерских одбора, ревизора и супервизора. Други канал су шортселер-си који делују на основу негативних интерних, понекад и  шпекулативних информација о појединачним хартијама од вредности, а који још нису изашли у јавност па се не одражавају на цене хартија од вредности. Оба канала доприносе веродостојној цени акција, а тиме доприносе и тачној вредности компанија на берзама.
Често се узбуњивачи игноришу јер њихови мотиви понекад могу бити и лоше природе нпр. незадовољство послом или опхођењем менаџмента према особљу компаније, а понекад покушавају на тај начин да манипулишу тржиштем. С тога је тешко благовремено разликовати једне узбуњиваче од других. У многим случајевима појединачни узбуњивачи су на почетку били игнорисани и док преваре на тржишту не досегну одређене размере њихове изјаве се не узимају у разматрање, али тада је углавном већ касно спречити скандал. У најмању руку, узбуњивачи требају бити заштићени од прогона из фирме и од кривичног гоњења уколико се утврде позитивни мотиви узбуњивача, предлаже се и новчани подстицај за узбуњиваче. Додаје се да је дужност органа задужених за контролу да узму у разматрање и анонимне пријаве од стране узбуњивача.
Други информативни канал који је играо кључну улогу у случају Вајеркард је шортселинг. Ако је шортселинг забрањен, проток информација, које круже тржиштем, је спорији и самим тим ни цене на берзама не осликавају реално стање на тржишту. Забрана из фебруара 2019. која је трајала до априла исте године, је највероватније оштетила инвеститоре који су куповали акције Вајеркарда по вишим ценама. Ефекат забране шортсејл акција је највероватније погрешно навео инвеститоре да поверују да БаФин има интерне информације које су супротне информацијама које су стизале од стране Фајненшл Тајмс новинара и шортселерса. Постоје два критеријума која треба проверити пре доношења овако драстичне мере по тржиште. ЕУ уредба о шортселингу захтева: 1. Да се процени негативан ефекат на стабилност тржишта и да ли постоји притисак да се цене смање од стране шортселерса. 2. Да ли је поверење у тржиште угрожено? Мора се нагласити да се ове две тачке односе на тржиште у целини, а не на појединачне акције неке компаније. Међутим, ова забрана из 2019. уведена од стране БаФина се правда великом флуктуацијом цена Вајеркардових акција у тренутку када Фајненшл Тајмс објављује своје истраживање о компанији и да би флуктуација могла да се прошири на акције других компанија са ДАКСовог индекса. Аутори сматрају да су наведени аргументи које је БаФин изнео неубедљиви, јер постоје и други мање агресивни механизми као што је обустава трговања. Ова одлука би можда деловала „јачом” од оне која је уведена, али заправо она на тржиште делује симетрично и не остаља горе наведене последице док забрана шортсејла делује само у једном правцу. Укратко, брз проток информација је кључан за одржавање тржишног интегритета. Стога је битно увести строже услове који би морали бити испуњени да би се донела одлука коју је БаФин тада спровео.

#### Закључак студије
Аутори су увидели да су свих пет нивоа одбране тржишта од манипулација заказали у случају Вајеркард. Треба извући поуку из случаја Вајеркард и извршити реформу досадашњег начина на који се врше ревизије, као и да овај скандал превазилази оквир компаније и да је реформе потребно спровести како у Немачкој тако и у Европи.
Потписници документа дају осам предлога за унапређење тржишта и институционалних надзора јавних предузећа. Циљ ових предлога је да се ојача архитектура надзора у Европи без додатног притиска на трчишта и фирме, као и да се повећа принос домаћег и иностраног капитала.
1. Ток информација: узбуњивачи. Започињати истраге на време, узбуњивачи морају бити саслушани од стране релевантних страна и њихове изјаве узимати за озбиљно. Препоручује се ефикаснији мониторинг подигнутих узбуна из компанија или ван њих. Такође треба укључити и финансијске подстицаје за узбуњиваче.
2. Ток информација: шортселинг. Забрана шортселинга је асиметрична интервенција која спречава да се критичке информације одразе на цену. Дакле, препоручује се увођење рестриктивнијих услова под којим надзорници могу донети ову забрану.
3. Спољне ревизије. Предлаже се реформа екстерних ревизија како би се ојачала одговорност ревизора. Треба повећати подстицаје за ревизоре као и казне за лоше ревизије. Мора се испитати ефикасност постојећих тела за надзор јавних ревизија, такве информације би биле од значаја клијентима ревизорских кућа као и инвеститорима.
4. Интерне контроле и надзор надзорних одбора. Поучени  искуством скандала, предлаже се јачање интерних контрола компанија и надзорне улоге надзорних одбора. Закон би у најмању руку захтевао да фирме које се котирају на берзи имају одговарајући и ефикаснији интерни контролни систем. Надзорним одборима је потребан приступ критичким информацијама независно од менаџмента.
5. Спровеђење финансијсих извештавања. Општи надзор над тржиштем је поверен БаФину, скандал је указао да су његова истражна овлашћења сувише ограничена у погледу надзора финансијског извештавања. Поред тога, структура немачког система је склона кашњењу и створена је двојака одговорност у случајевима руководствене преваре. Предлаже се реформа у смислу да БаФин буде једина надлежна управа, тада су сва овлашћења, али и одговорност у рукама БаФина.
6. Свеобухватни надзор тржишта. У овом случају, БаФин као одговорна агенција, није могла да испуни свој задатак да заштити тржишни интегритет и инвеститоре. Упоредо са јачањем њених овлашћења, предлаже се да се јасно утврди одговорност надзорне агенције. Ова одговорност захтева виши ниво институционалне независности као и довољно ресурса за испуњавање својих задатака.
7. Агенција за надзор тржишта. Аутори предлажу стварање јединствене институције, која ће бити на нивоу Европе и одговорна за надзор тржишта унутар ње, та агенција би могла да носи назив - Европско тело за надзор јединственог тржишног капитала (ЕСЦМС). Тако би се помогло у превазилажењу сукоба интереса на националном нивоу.
8. Надзор европског тржишта. Систем надзора тржишта широм Европе захтеваће експертизу националних тржишта. Предлаже се изградња европске архитектуре надзора са постојећим националним агенцијама као интегрисаним огранцима европске надзорне мреже. ЕСЦМС служи као кров те архитектуре коју извештавају све националне агенције.